# DSV Schweidnitz
DSV Schweidnitz – niemiecki klub piłkarski z siedzibą w mieście Schweidnitz (obecnie Świdnica w Polsce), działający w latach 1933–1945.

## Historia
Klub Deutscher SV Schweidnitz został założony 31 sierpnia 1933 roku z połączenia VfR 1915 Schweidnitz (założony w 1915) i SV Preußen Schweidnitz (założony w 1922). Zespół zajął pozycję startową drużyny Preußen Schweidnitz w drugorzędnej lidze okręgowej Mittelschlesien. W 1936 uczestniczył w rozgrywkach Pucharu Niemiec. W grupie regionalnej Ostpreußen, Brandenburg, Schlesien, Pommern w rundzie pierwszej pokonał STC Görlitz z wynikiem 5:1, ale już w drugiej przegrał 0:2 z klubem SC Minerva 93. 
W 1941 roku do klubu dołączył Schweidnitz FV Manfred von Richthofen. W sezonie 1941/42 DSV Schweidnitz awansował do najwyższej wówczas klasy piłkarskiej Gauliga Niederschlesien, w której występował kolejne trzy sezony. W 1943 roku DSV Schweidnitz połączył się z LSV Richthofen Schweidnitz, tworząc DSVgg 1911 Schweidnitz. W sezonie 1943/44 wzmocniony zespół najpierw zajął 1. miejsce w grupie Bergland, a potem w turnieju finałowym Gauliga Niederschlesien zdobył brązowe medale, ustępując STC Hirschberg i Breslauer SpVg 02. Tym samym klub stracił szansę na grę w finałowej rundzie mistrzostw Niemiec. 
Po zakończeniu II wojny światowej miasto Schweidnitz stało się polskie, a DSVgg 1911 Schweidnitz został rozwiązany.

## Sukcesy
- Gauliga Niederschlesien: 3. miejsce – 1943/44